# 9e cérémonie des Hong Kong Film Awards
La 9e cérémonie des Hong Kong Film Awards a eu lieu le 8 avril 1990. Les gagnants sont en gras.

## Palmarès

### Meilleur film
- Beyond the Sunset de Jacob Cheung
  - Eight Taels of Gold de Mabel Cheung
  - A Fishy Story d'Anthony Chan
  - All About Ah-Long de Johnnie To
  - The Killer de John Woo

### Meilleur réalisateur
- John Woo pour The Killer
  - Johnnie To pour All About Ah-Long
  - Jacob Cheung pour Beyond the Sunset
  - Anthony Chan pour A Fishy Story
  - Mabel Cheung pour Eight Taels of Gold

### Meilleur scénario
- Jacob Cheung et Chan Kam Cheung pour Beyond the Sunset

### Meilleur acteur
- Chow Yun-fat pour All About Ah-Long
  - Jackie Chan pour Big Brother
  - Richard Ng pour Beyond the Sunset
  - Chow Yun-fat pour Les Dieux du jeu
  - Sammo Hung pour Eight Taels of Gold
  - Michael Hui pour Mr. Coconut

### Meilleure actrice
- Maggie Cheung pour A Fishy Story
  - Carrie Ng pour The First Time Is the Last Time
  - Fung Bo-bo pour Beyond the Sunset
  - Sylvia Chang pour Eight Taels of Gold
  - Sylvia Chang pour All About Ah-Long
  - Carina Lau pour Her Beautiful Life Lies

### Meilleur acteur dans un second rôle
- Tony Leung Chiu-wai pour My Heart Is That Eternal Rose

### Meilleure actrice dans un second rôle
- Cecilia Yip pour Beyond the Sunset

### Meilleure photographie
- Peter Pau pour A Fishy Story

### Meilleure chorégraphie d'action
- Jackie Chan Stunt Team pour Big Brother

### Meilleure musique de film
- Lo Ta-yu et Lo Sai Kit pour Eight Taels of Gold